# Dominica op de Olympische Zomerspelen 2020
Dominica neemt deel aan de Olympische Zomerspelen 2020 in Tokio, Japan.

## Atleten
Hieronder volgt een overzicht van de atleten die zich reeds hebben verzekerd van deelname aan de Olympische Zomerspelen 2020.
| sport    | mannen | vrouwen | totaal |
| -------- | ------ | ------- | ------ |
| Atletiek | 1      | 1       | 2      |
| totaal   | 1      | 1       | 2      |

## Sporten

### Atletiek
Mannen
Loopnummers
| atleet       | onderdeel | series  | series | kwartfinale | kwartfinale | halve finale   | halve finale   | finale         | finale         |
| atleet       | onderdeel | tijd    | rang   | tijd        | rang        | tijd           | rang           | tijd           | rang           |
| ------------ | --------- | ------- | ------ | ----------- | ----------- | -------------- | -------------- | -------------- | -------------- |
| Dennick Luke | 800 m     | 1.54,30 | 8      | n.v.t.      | n.v.t.      | niet geplaatst | niet geplaatst | niet geplaatst | niet geplaatst |

Vrouwen
Technische nummers
| atlete      | onderdeel          | kwalificaties | kwalificaties | finale  | finale |
| atlete      | onderdeel          | afstand       | rang          | afstand | rang   |
| ----------- | ------------------ | ------------- | ------------- | ------- | ------ |
| Thea LaFond | hink-stap-springen | 14,60 NR      | 3 Q           | 12,57   | 12     |